# Coda (album)
1982. november 19-én, két évvel John Bonham halála és a Led Zeppelin feloszlása után jelent meg a zenekar Coda című albuma. Az albumon addig hivatalosan ki nem adott dalok hallhatóak, melyeket 1970 és 1978 között vettek fel. Azért választották ezt a címet, mert egy zenei darab befejező részét jelenti.
Az album jegyzetei szerint a "We're Gonna Groove"-ot 1970 szeptemberében, a Morgan Sound Studiosban vették fel; valójában az 1970. január 9-ei, Royal Albert Hallban adott koncerten hangzott el, bár Jimmy Page néhány részt később a stúdióban újra felvett. A "Poor Tom"-ot a Led Zeppelin III munkálatai idején vették fel. Az "I Can't Quit You Baby"-t szintén a Royal Albert Hallban játszották el (az eredeti jegyzetek szerint egy próbán). A "Walter's Walk" 1972-ben, a Houses of the Holy felvételei közben készült, viszont lehetséges, hogy Robert Plant énekét csak később adták hozzá.
Az "Ozone Baby"-t, a "Darlene"-t és a "Wearing and Tearing"-et az In Through the Out Doorról hagyták le. A "Bonzo's Montreux"-t 1976-ban, Montreux-ben vették fel, az elektronikus effekteket később Page adta hozzá. Ez később mindkét box seten szerepelt: az 1990-esen a "Moby Dick"-kel, az 1993-ason pedig önálló dalként.
A belső borítón egy fotókollázs látható. A jobb oldali képet – melyen a zenekar tapsol – knebworthi fellépésük előtt egy nappal készítették. A végeredménnyel azonban nem voltak elégedettek, ezért saját maguk kivételével a kép minden részét (a földet is) kicseréltették.

## Az album dalai
1. "We’re Gonna Groove" (Ben E. King – James Bethea) – 2:40
2. "Poor Tom" (Jimmy Page – Robert Plant) – 3:01
3. "I Can’t Quit You Baby" (Willie Dixon) – 4:17
4. "Walter's Walk" (Jimmy Page – Robert Plant) – 4:31
5. "Ozone Baby" (Jimmy Page – Robert Plant) – 3:35
6. "Darlene" (John Bonham – John Paul Jones – Jimmy Page – Robert Plant) – 5:06
7. "Bonzo’s Montreux" (John Bonham) – 4:17
8. "Wearing and Tearing" (Jimmy Page – Robert Plant) – 5:31

Az 1993-ban megjelent Complete Studio Recordings részeként a Coda négy dallal bővült:
1. "Baby Come on Home" (Bert Berns – Jimmy Page – Robert Plant) – 4:30
2. "Travelling Riverside Blues" (Robert Johnson – Jimmy Page – Robert Plant) – 5:11
3. "White Summer/Black Mountain Side" (Jimmy Page) – 8:01
4. "Hey Hey What Can I Do" (John Bonham – John Paul Jones – Jimmy Page – Robert Plant) – 3:55

Korábban, a Box Set sorozat részeként már mind a négy dal megjelent: a "Baby Come on Home" az 1993-as Box Set 2-n, a másik három pedig az 1990-es Box Seten.
2015 augusztusában három CD-s „deluxe” jelent meg, amelyen további kiadatlan számok mellett néhány újrakevert régi is szerepel, sőt teljesen áthangszerelt és átírt változatok is. Az eredeti Coda album változatlan „reprint”-je az 1982-esnek.
CD 1
Megegyezik az 1982-es kiadással
CD 2
1. We're Gonna Groove (Alternate Mix)
2. If it Keeps on Raining (Rough Mix)
3. Bonzo's Montreux (Mix Construction In Progress)
4. Baby Come On Home
5. Sugar Mama (Mix)
6. Poor Tom (Instrumental Mix)
7. Travelling Riverside Blues (BBC Session)
8. Hey, Hey, What Can I Do

CD 3
1. Four Hands (Four Sticks) (Bombay Orchestra)
2. Friends (Bombay Orchestra)
3. St. Tristan's Sword (Rough Mix)
4. Desire (The Wanton Song) (Rough Mix)
5. Bring it on Home (Rough Mix)
6. Walter's Walk (Rough Mix)
7. Everybody Makes It Through (In The Light) (Rough Mix)

## Közreműködők
- Jimmy Page – gitár, effektek a "Bonzo's Montreux"-n
- Robert Plant – ének, szájharmonika
- John Paul Jones – basszusgitár, zongora, billentyűs hangszerek
- John Bonham – dob, ütőhangszerek

### Produkció
- Stuart Epps – hangmérnök
- Andy Johns – hangmérnök
- Eddie Kramer – hangmérnök
- Vic Maile – hangmérnök
- Leif Mases – hangmérnök
- John Timperley – hangmérnök
- Jimmy Page – producer
- Peter Grant – produkciós vezető